# Laurismo

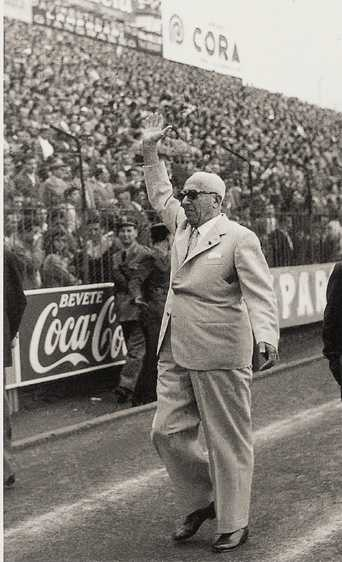
Achille Lauro allo stadio Collana.

Il laurismo è stato un fenomeno politico-sociale degli anni cinquanta tipicamente napoletano legato alla persona di Achille Lauro, editore, armatore e presidente della squadra di calcio cittadina.

## Storia
Il laurismo copre un periodo decennale che procede dal 1952, anno di elezione a sindaco di Napoli, al 1962 quando la famiglia Gava si impose con una giunta di centro-sinistra.
Questo periodo rappresenta un elemento di discontinuità col passato. Mentre negli anni quaranta la città di Napoli era preda di armate straniere (americani e tedeschi), negli anni cinquanta, invece, la società avanzava istanze di cambiamento in senso democratico, inteso come «rivincita della sovranità popolare rispetto ad altre sovranità, poteri opachi ed autoreferenziali, élite economiche ed intellettuali, caste dominanti che decidono a prescindere dall'interesse comune».
Per sovvenire alle istanze di occupazione dei cittadini, furono intraprese una serie di opere pubbliche che diedero grande risalto all'urbanistica di Napoli tramite abbellimento e costruzione ex novo di piazze e viali in città, furono disposti aiuti ai cittadini più indigenti e si pose mano all'edificazione di case popolari come, ad esempio, nel rione Cavalleggeri d'Aosta.
Per un lungo periodo, la gestione del Comune di Napoli – unico municipio amministrato dai monarchici - accentuò per certi aspetti i problemi che tradizionalmente pesavano sulla città. Un'inchiesta promossa dal Ministero dell'interno rilevò favoritismi, con assunzioni aperte ai fedelissimi, appalti di lavori affidati senza concorso, inosservanza delle leggi, confusione amministrativa.
La vita intellettuale cittadina ebbe un forte impulso dalla pubblicazione di due riviste: Nord e Sud e Cronache meridionali, alle quali collaborarono rispettivamente il liberale Francesco Compagna ed il comunista Giorgio Amendola.

## Prospettive sul laurismo
Durante un convegno svoltosi a Napoli nel 2002 è emersa un'interpretazione del laurismo come un esperimento in embrione del “berlusconismo”, o comunque di quello stile di fare politica basato sul populismo e sulla propaganda mediatica, che pur essendo proiettato verso il bene della comunità cittadina, tendeva a questo scopo attraverso atteggiamenti politicamente ambigui. I partecipanti al convegno si soffermarono, in particolare, sul mutamento del panorama politico: se, infatti, è difficile interpretare il laurismo come “destra”, è altrettanto problematico trovarne un'adeguata collocazione dopo la fine della divisione del mondo in due blocchi.